# Heribert Sperner
Heribert Sperner (* 6. September 1915; † 28. April 1943) war ein österreichischer Fußballspieler.

## Karriere
Sperner gehörte von 1935 bis 1943 dem SK Rapid Wien an, für den er bis Saisonende 1936/37 in der I. Liga, die Saison 1937/38 in der Nationalliga, von 1938 bis 1941 in der Gauliga Ostmark, in einer von 17, später auf 23 aufgestockten Gauligen zur Zeit des Nationalsozialismus als einheitlich höchste Spielklasse im Deutschen Reich nach dem Anschluss Österreichs, und seine letzte Saison in der Sportbereichsklasse Donau-Alpenland, Punktspiele bestritt.
Während seiner Vereinszugehörigkeit kam er in 76 Punktspielen, in zwei Spielen um den ÖFB-Cup, in 20 Spielen um den Tschammerpokal und in 17 Endrundenspielen um die Deutsche Meisterschaft zum Einsatz und gewann fünf Titel.

## Erfolge
- Österreichischer Meister 1938
- Gaumeister Ostmark 1940, 1941
- Deutscher Meister 1941
- Tschammerpokal-Sieger 1938